# Nepomuk (nádraží)
Nepomuk je železniční stanice, původně v samostatné obci Dvorec, nyní součást města Nepomuk, v okrese Plzeň-jih v Plzeňském kraji nedaleko řeky Úslavy. Leží na tratích Plzeň – České Budějovice a Nepomuk–Blatná. Stanice je spolu s celou tratí Plzeň – České Budějovice elektrizovaná (25 kV, 50 Hz AC). S nádražní budovou je přímo propojeno městské autobusové nádraží.

## Historie
Stanice byla vybudována jakožto součást Dráhy císaře Františka Josefa (KFJB) spojující Vídeň, České Budějovice a Plzeň, roku 1872 prodloužené až do Chebu na hranici Německa, podle typizovaného stavebního návrhu. Trať střed města míjela, nádraží tedy vzniklo ve zhruba dva kilometry vzdálené vsi Dvorec. 1. září 1868 byl s místním nádražím uveden do provozu celý nový úsek trasy z Českých Budějovic do Plzně. Zřízena zde byla vodárna a také lokomotivní výtopna.
11. června 1899 pak projekt společnosti Místní dráha Strakonice-Blatná-Březnice spojil Nepomuk s železnicí v Blatné, odkud bylo možno pokračovat dále do Březnice.
Elektrická trakční soustava zde byla zprovozněna 3. října 1963.

## Popis
Přilehlý traťový úsek Nepomuk – Horažďovice předměstí je dvoukolejný, ostatní tratě vstupující do stanice jsou jednokolejné. V roce 2019 byla zahájena úprava kolejiště ve stanici a přestavba původních betonových ostrovních nástupišť na krytá pro zvýšení bezpečnosti. Ve stanici je instalován informační systém pro cestující HIS-VOICE.